# Maurice Nadeau
Maurice Nadeau (París, 21 de mayo de 1911-ibídem, 16 de junio de 2013) fue un profesor, escritor, crítico literario, director literario de colecciones, director de revistas y editor francés.

## Biografía
Huérfano de guerra, Maurice Nadeau entra en la Escuela Normal Superior (Francia). Allí descubre la política. En 1930, se convierte en miembro del Partido Comunista Francés. Fue expulsado del partido en 1932. Lee entonces a Lenin y a León Trotski, lo que le anima a unirse a la Ligue communiste de France (Liga comunista de Francia) de Pierre Naville. Durante esos años, conoce y se relaciona con Louis Aragon, André Breton, Jacques Prévert, Benjamin Péret.
Después de ser nombrado profesor de letras en 1936, dio clases hasta 1945. Durante este período colabora con André Breton en la revista Clé que denuncia el  internamiento de republicanos españoles durante la guerra.
Retoma su actividad docente bajo la ocupación nazi y se implica en actividades políticas clandestinas. La esposa de David Rousset lo ayudó a escapar de la deportación.
Esta primera parte de su vida culmina con la publicación, en 1945, de Histoire du surréalisme.
Tras la liberación, entra como crítico en el periódico de la Resistencia Combat dirigido por Albert Camus. Fue el responsable de la sección literaria durante siete años. Dará a conocer a autores como Georges Bataille, René Char, Henri Michaux, Claude Simon, Henry Miller, e inicia la edición de las obras del Marqués de Sade. Sus contempóraneos se extrañaron cuando defendió a Louis-Ferdinand Céline.
Comienza entonces un largo período editorial en distintas editoriales y periódicos, entre otros en el Mercure de France, Le Nouvel Observateur| o "L’Express". 
En 1977 funda su propia editorial: Les Lettres nouvelles, con la que publica la primera novela de Michel Houellebecq, "Ampliación del campo de batalla", las obras del futuro premio Nobel J.M. Coetzee, y de jóvenes autores como Soazig Aaron, Ling Xi o Yann Garvoz.